# Heckman Pass
Der Heckman Pass ist ein küstennaher Gebirgspass im Tweedsmuir Provincial Park in der kanadischen Rainbow Range, welche Teil der Coast Mountains in der Provinz British Columbia ist. Über den Pass führt der British Columbia Highway 20, welcher in diesem Abschnitt über eine längere Strecke nicht asphaltiert, sondern nur geschottert ist.
Im Jahr 1793 überquerte Alexander MacKenzie bei der ersten nachgewiesenen Durchquerung Nordamerikas nördlich der damaligen spanischen Besitzungen den Pass von Ost nach West. 